# Ukra (Fußballspieler)
André Filipe Alves Monteiro genannt Ukra (* 16. März 1988 in Vila Nova de Famalicão) ist ein portugiesischer Fußballspieler. Er steht seit 2021 bei Rio Ave FC in Portugal unter Vertrag.

## Karriere

### Verein
Ukra begann seine Karriere bei seinem Heimatverein FC Famalicão, von wo er zum FC Porto wechselte. Von 2003 bis 2004 war er an Padroense FC verliehen, danach spielte er bis 2007 in der Jugendabteilung des FC Porto, wo er in diesem Jahr in die erste Mannschaft geholt wurde. Gleich nach seinem Wechsel in die erste Mannschaft wurde er an Varzim SC verliehen. Der Verein wurde im Endklassement der zweithöchsten Spielklasse Neunter. Im folgenden Jahr wurde er an den SC Olhanense verliehen, wo der Aufstieg in die Primeira Liga mit Platz eins geschafft wurde.
In der Saison 2009/10 gab er sein Debüt in der höchsten portugiesischen Spielklasse. Im Spiel gegen Naval 1° de Maio am 16. August 2009 spielte Ukra durch. Das Spiel in Figueira da Foz endete 0:0. Olhanense wurde 13. der Liga. Daraufhin kehrte er zu Porto zurück, konnte sich jedoch nie durchsetzen und wurde im Januar 2011 an Sporting Braga ausgeliehen. Es folgten weitere Stationen bei Rio Ave FC und Al-Fateh in Saudi-Arabien. In der Hinrunde der Saison 2017/18 war er vereinslos und schloss sich zur Winterpause ZSKA Sofia an. Am 8. August 2018 kehrte Ukra in die erste portugiesische Liga zurück und unterschrieb bei Aufsteiger CD Santa Clara. 2021 kehrte er nach drei Jahren zu Rio Ave FC zurück.

### Nationalmannschaft
Am 31. März 2015 debütierte er im Rahmen eines Freundschaftsspiels gegen Kap Verde (0:2) in der portugiesischen Nationalmannschaft.

## Erfolge
- Portugiesischer Meister: 2011
- Portugiesischer Pokalsieger: 2011
- Europa-League-Sieger: 2011